# En Moi
En Moi (deutsch In Mir) ist ein französischer Kurzfilm der Regisseurin Laetitia Casta aus dem Jahr 2016. Die Hauptrollen sind mit Yvan Attal und Lara Stone besetzt.

## Handlung
Ein Regisseur dreht für einen Film an der Pariser Oper. Er leidet unter Inspirationsverlust, Einsamkeit und Versagensängsten.

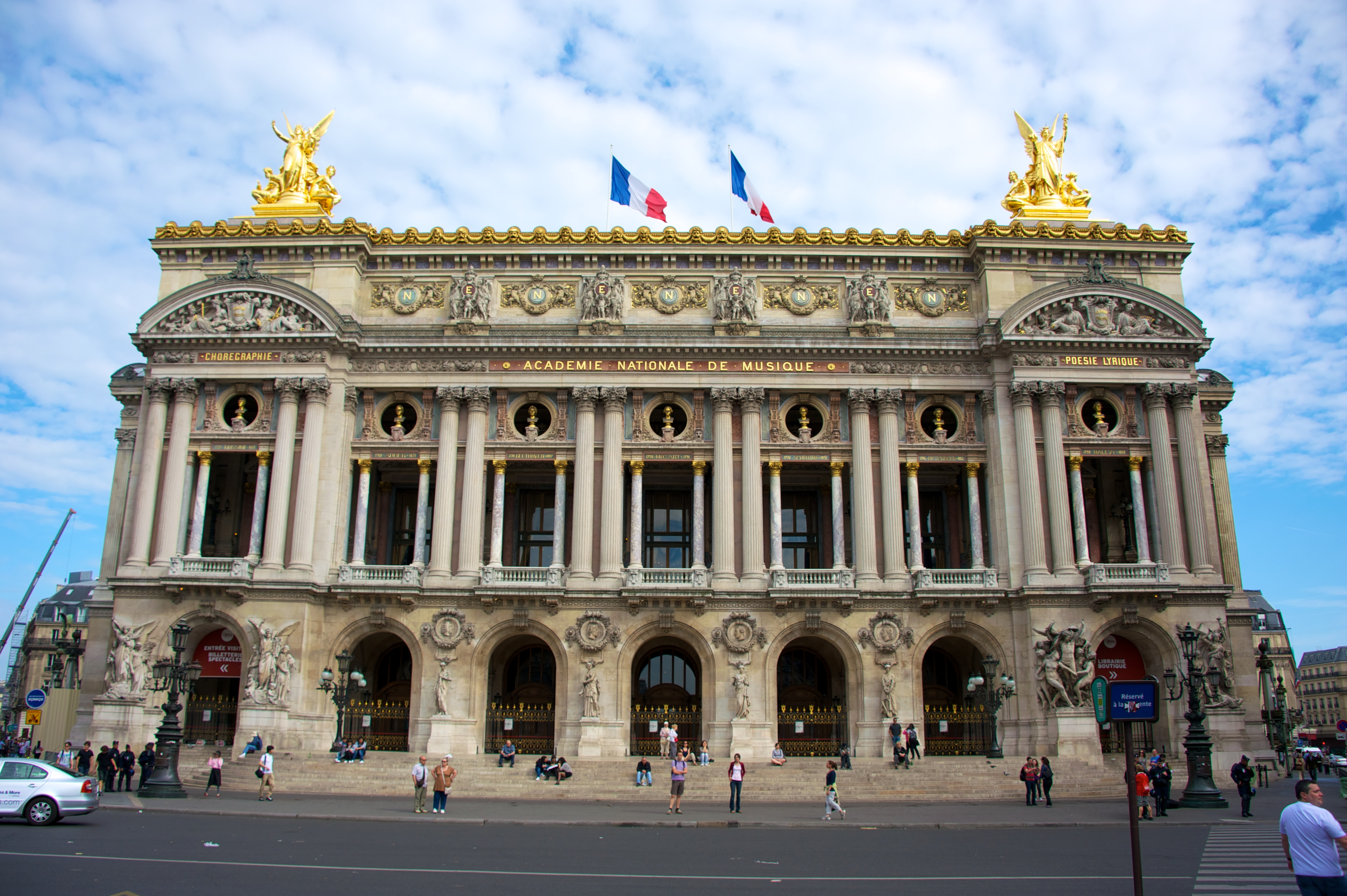
Die Opéra Garnier ist das Filmset.

## Hintergrund
Der Film entstand als Abschlussfilm und wurde bei den Internationalen Filmfestspielen von Cannes 2016 im Rahmen der Semaine de la Critique am 19. Mai 2016 uraufgeführt. Es handelt sich bei dem Film um die erste Regiearbeit der Schauspielerin Laetitia Casta, die auch zusammen mit Maud Ameline das Drehbuch verfasste.

## Produktion
Produziert wurde der Film von Laetitia Casta für die Produktionsfirma Allarosa Production in Koproduktion mit Lionel Massol und Pauline Seigland für die Produktionsfirma Films Grand Huit.